# Našš
Našš war eine altarabische Masseneinheit (Gewichtsmaß) und in Mekka verbreitet.
- 1 Našš = ½ Ūqiya (Unze) = 40 Dirham = 62,5 Gramm